# لويس مارشان
لويس مارشان (بالفرنسية: Louis Marchand )‏ (و. 1669 – 1732 م) هو ملحن، وعازف أرغن، وعازف هاربسكورد فرنسي، ولد في ليون، يستخدم آلات أورغن، توفي في باريس، عن عمر يناهز 63 عاماً.

## روابط خارجية
- لويس مارشان على موقع الموسوعة البريطانية (الإنجليزية)
- لويس مارشان على موقع ميوزك برينز (الإنجليزية)
- لويس مارشان على موقع أول ميوزيك (الإنجليزية)
- لويس مارشان على موقع ديسكوغز (الإنجليزية)